# Hale Center
Hale Center ist eine Stadt im Hale County im US-Bundesstaat Texas in den Vereinigten Staaten. Das U.S. Census Bureau hat bei der Volkszählung 2020 eine Einwohnerzahl von 2062 ermittelt.

## Geografie
Die Stadt liegt am Zusammenfluss der Interstate 27 mit der Farm Road 1914 nahe dem Countyzentrum im Nordwesten von Texas, dem sog. Texas Panhandle, ist im Westen 112 km von der Grenze zu New Mexico entfernt und hat eine Gesamtfläche von 2,8 km² ohne nennenswerte Wasserfläche.

## Demografische Daten
Nach der Volkszählung im Jahr 2000 lebten hier 2.263 Menschen in 798 Haushalten und 572 Familien. Die Bevölkerungsdichte betrug 801,6 Einwohner pro km². Ethnisch betrachtet setzte sich die Bevölkerung zusammen aus 76,54 % weißer Bevölkerung, 5,04 % Afroamerikanern, 0,31 % amerikanischen Ureinwohnern, 0,04 % Asiaten, 0,00 % Bewohnern aus dem pazifischen Inselraum und 15,42 % aus anderen ethnischen Gruppen. Etwa 2,65 % waren gemischter Abstammung und 56,56 % der Bevölkerung waren spanischer oder lateinamerikanischer Abstammung.
Von den 798 Haushalten hatten 37,3 % Kinder unter 18 Jahre, die im Haushalt lebten. 57,0 % davon waren verheiratete, zusammenlebende Paare. 9,4 % waren allein erziehende Mütter und 28,3 % waren keine Familien. 26,7 % aller Haushalte waren Singlehaushalte und in 17,0 % lebten Menschen, die 65 Jahre oder älter waren. Die Durchschnittshaushaltsgröße betrug 2,78 und die durchschnittliche Größe einer Familie belief sich auf 3,41 Personen.
31,9 % der Bevölkerung waren unter 18 Jahre alt, 8,4 % von 18 bis 24, 24,9 % von 25 bis 44, 17,1 % von 45 bis 64, und 17,7 % die 65 Jahre oder älter waren. Das Durchschnittsalter war 33 Jahre. Auf 100 weibliche Personen aller Altersgruppen kamen 95,1 männliche Personen. Auf 100 Frauen im Alter von 18 Jahren und darüber kamen 86,9 Männer.
Das jährliche Durchschnittseinkommen eines Haushalts betrug 28.240 USD, das Durchschnittseinkommen einer Familie 32.138 USD. Männer hatten ein Durchschnittseinkommen von 24.318 USD gegenüber den Frauen mit 16.359 USD. Das Prokopfeinkommen betrug 12.873 USD. 19,2 % der Bevölkerung und 17,0 % der Familien lebten unterhalb der Armutsgrenze. Davon waren 23,6 % Kinder und Jugendliche unter 18 Jahren und 100 % waren 65 oder älter.